# Leptosphaeria vagabunda
Leptosphaeria vagabunda är en svampart som beskrevs av Sacc. 1875. Leptosphaeria vagabunda ingår i släktet Leptosphaeria och familjen Leptosphaeriaceae.   Inga underarter finns listade i Catalogue of Life.